# Eckelrade

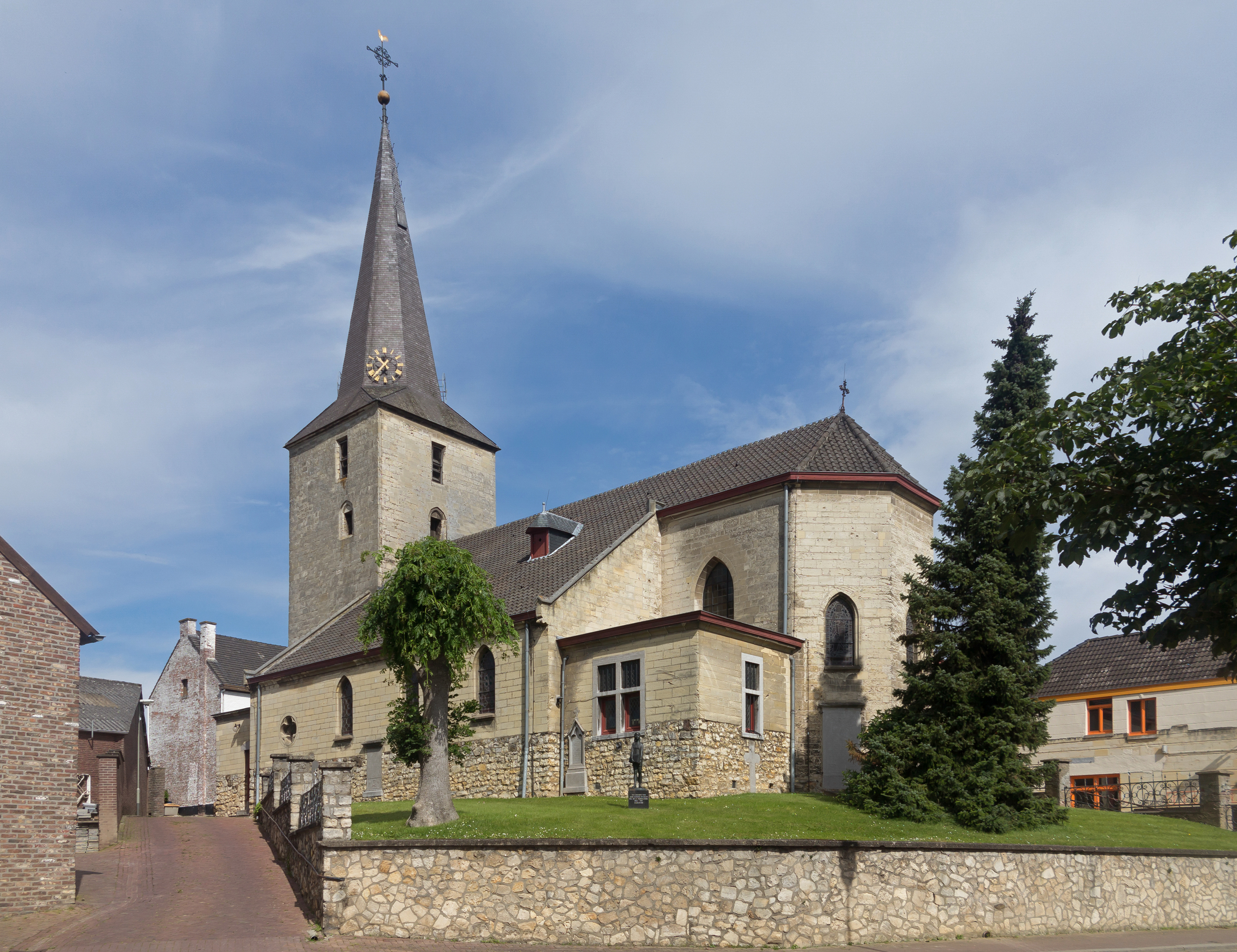
De Sint-Bartholomeuskerk in Eckelrade

Eckelrade (Limburgs: Ikkelder) is een dorp in het zuidwesten van de Nederlandse provincie Limburg in de gemeente Eijsden-Margraten. Het maakte tussen 1982-2010 deel uit van de fusiegemeente Margraten en heeft circa 535 inwoners. Het is een typisch Zuid-Limburgs dorp met vele monumentale boerderijen.
Eckelrade is een van de plaatsen waardoor de Mergellandroute voor fietsers voert. Het bevindt zich hierin tussen Honthem en Gronsveld.

## Geschiedenis
Sporen van Romeinse aanwezigheid op het Plateau van Margraten zijn tamelijk zeldzaam, hoewel volgens de archeologe Karen Jeneson ook de Zuid-Limburgse plateaus gedurende de eerste eeuwen van de christelijke jaartelling in cultuur gebracht waren. De vondst in 2012 van een nederzetting met houten huizen uit de Romeinse tijd aan de Putstraat/Linderweg in Eckelrade lijkt deze stelling te bevestigen. Men vond er een woonstalhuis, twee bijgebouwen, een spieker (graanschuur op palen), een grindpad, diverse greppels en palissaden (wellicht erfafscheidingen) en enkele afvalkuilen met onder andere aardewerkscherven.
Na het vertrek van de Romeinen, werd het gebied rondom Eckelrade waarschijnlijk pas in de twaalfde eeuw opnieuw in cultuur gebracht. Het werd toen als ontginningsdorp gesticht vanuit Gronsveld in de dertiende of het begin van de veertiende eeuw, net zoals de meeste plaatsen op het Plateau van Margraten tussen de 11e en de 13e eeuw gesticht zijn vanuit oudere nederzettingen in de nabijheid.
Het dorp heeft tot aan de Franse tijd een ingewikkelde structuur gekend. De noordzijde van de Dorpsstraat en de kerk behoorde tot de vrije rijksheerlijkheid, later graafschap Gronsveld. De zuidzijde viel onder Breust (Eijsden). In het westen viel nog een blok Rijckholter grond. Het oostelijke deel van het dorp viel onder de heren van Valkenburg, die het in leen hadden gegeven aan de heer van Gronsveld onder de benaming ‘halve heerlijkheid Eckelrade’ of 'De Bijbank'. Door het gebrek aan (juridische) samenwerking tussen de delen van het dorp kon een misdadiger zijn arrest voor minder belangrijke delicten ontlopen, door simpelweg de straat over te steken.

Aan deze ingewikkelde structuur kwam ten dele een einde, toen in 1828 de gemeente Sint Geertruid werd opgericht. De zuidkant kwam toen bij deze nieuwe gemeente, terwijl de noordzijde bij gemeente Gronsveld bleef horen.
In 1982 kwam helemaal een einde aan de deling van het dorp, toen het in z'n geheel bij de gemeente Margraten werd gevoegd. Sinds 2011 maakt ze deel uit van de fusiegemeente Eijsden-Margraten.

## Bezienswaardigheden
- De Katholieke Sint-Bartholomeuskerk, van mergel. Oorspronkelijk was het een hulpkerk van de parochie Gronsveld. De typisch Limburgse toren stamt uit de 14e eeuw. Een gedeelte van het gebouw stamt uit 1717. In 1845 werd de kerk een zelfstandige parochiekerk. De sacristie en doopkapel zijn toen bijgevoegd en in 1923 kwam nog een uitbreiding met neogotische elementen.
- Robustelly-kerkorgel uit 1775. Afkomstig van het klooster in Hoogcruts
- Voormalige zuivelfabriek Sint Barbara uit 1916. Na 1985 een woonhuis.
- Hoeve Hemersbach, aan Eckelraderweg 10-14, van 1748-1750, met wapenschild van Gramlich-Monbrison en twee schouwen in resp. Lodewijk XIV en Lodewijk XV-stijl. Bij de hoeve een privékapel van omstreeks 1750, de Kapel Hemersbach, gebouwd nadat de zoon van de in de hoeve wonende familie Von Gramlich van een ziekte was genezen. De kapel bevat panelen die in de Eckelrader processie worden meegedragen.
- Diverse oude en monumentale boerderijen en huizen.
- Beeldje van een meisje met een schooltas met als titel: Ten dienste van kerk, school en gezin. Het is een herinnering aan de Zusters van Barmhartigheid (Religieuses de la Miséricorde de Billom)[7], die hier jarenlang vanuit hun klooster het onderwijs verzorgden.
- De zwingelput aan de Putstraat.
- Veldkapellen:
  - Sint-Antoniuskapel, open natuurstenen kapel aan de hoek Klompenstraat/Linderweg, gewijd aan Antonius van Padua.
  - Calvariekapel, open natuurstenen kapel met kruisbeeld, in Dorpstraat
  - Mariakapel in Dorpstraat, open kapelletje onder afdak.
- Trichterberggroeve, geologisch monument in het Savelsbos

## Natuur en landschap
Eckelrade ligt op het Plateau van Margraten, op een hoogte van ongeveer 135 meter. Ten westen van de kom liggen de hellingen die afdalen naar het Maasdal en waarop zich een langgerekte reeks hellingbossen bevinden, waarvan het Savelsbos het belangrijkste is. Deze plaats is van oorsprong een agrarische nederzetting. Ook nu nog is het gebied rond Eckelrade hoofdzakelijk in gebruik voor akkerbouw en fruitteelt op lössbodem. Bij Eckelrade bevindt zich in de bodem de Eckelradebreuk.

## Folklore
- Meiboomplanting door de jonkheid.

## Foto's

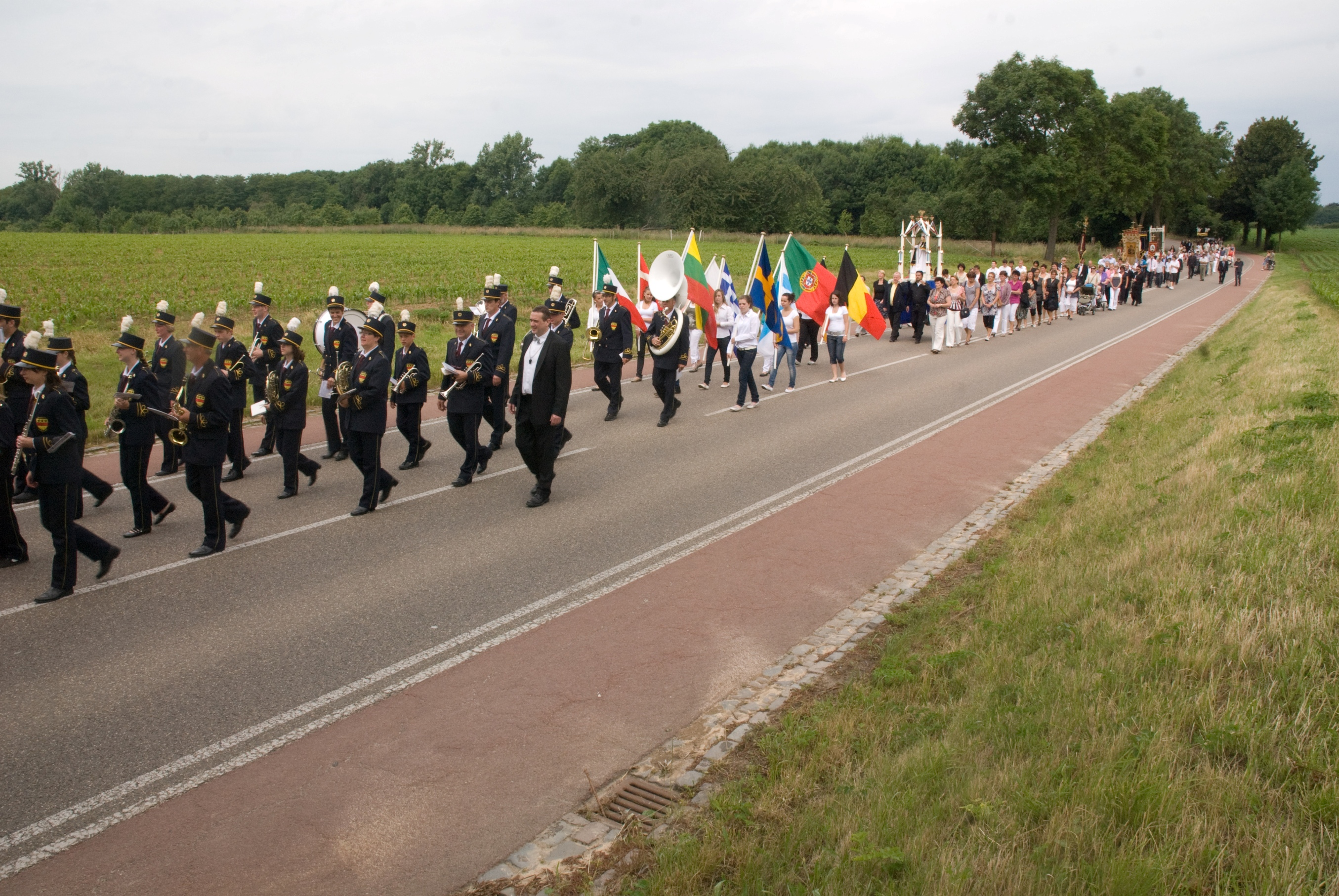
Eckelrade processie
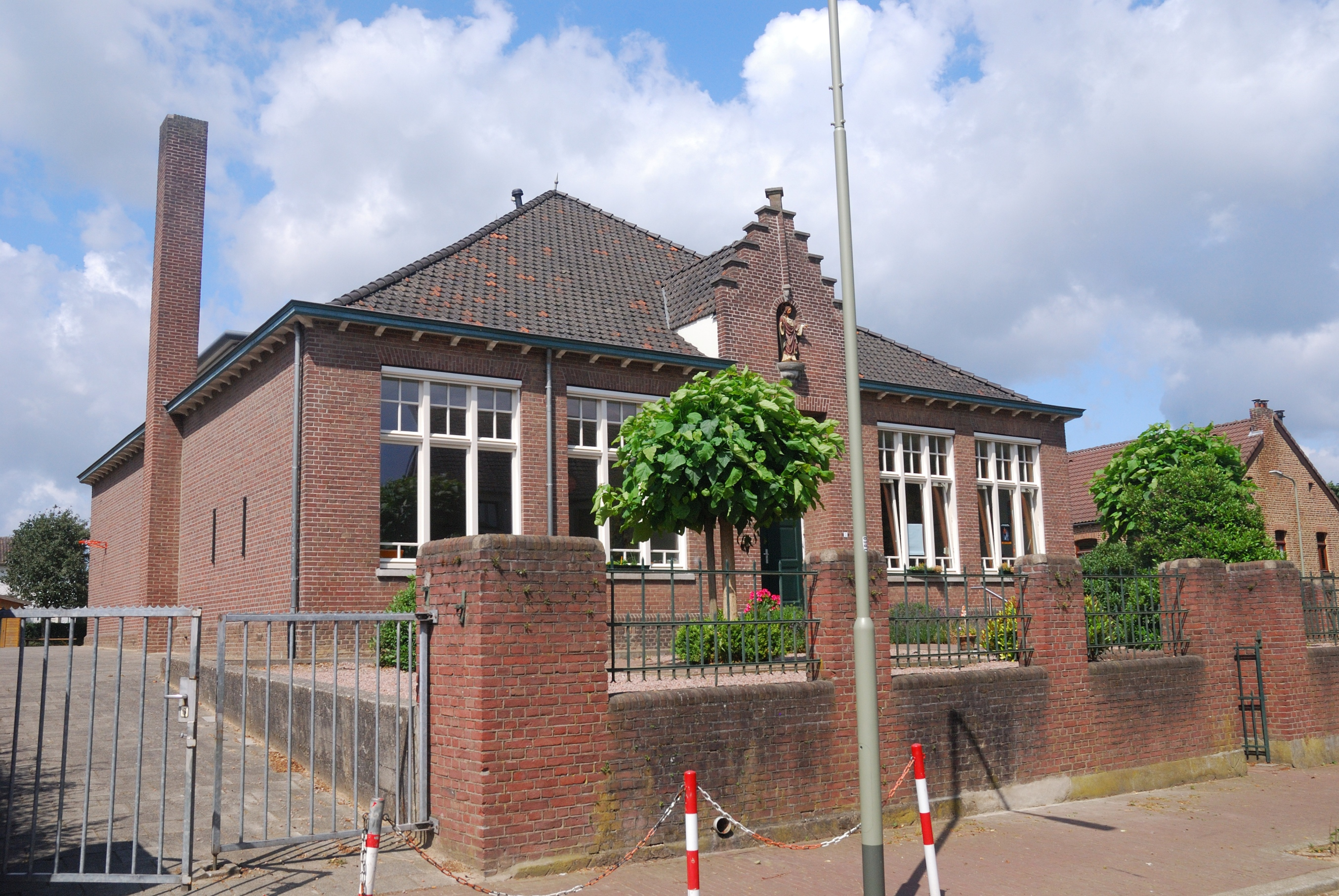
Eckelrade schoolgebouw
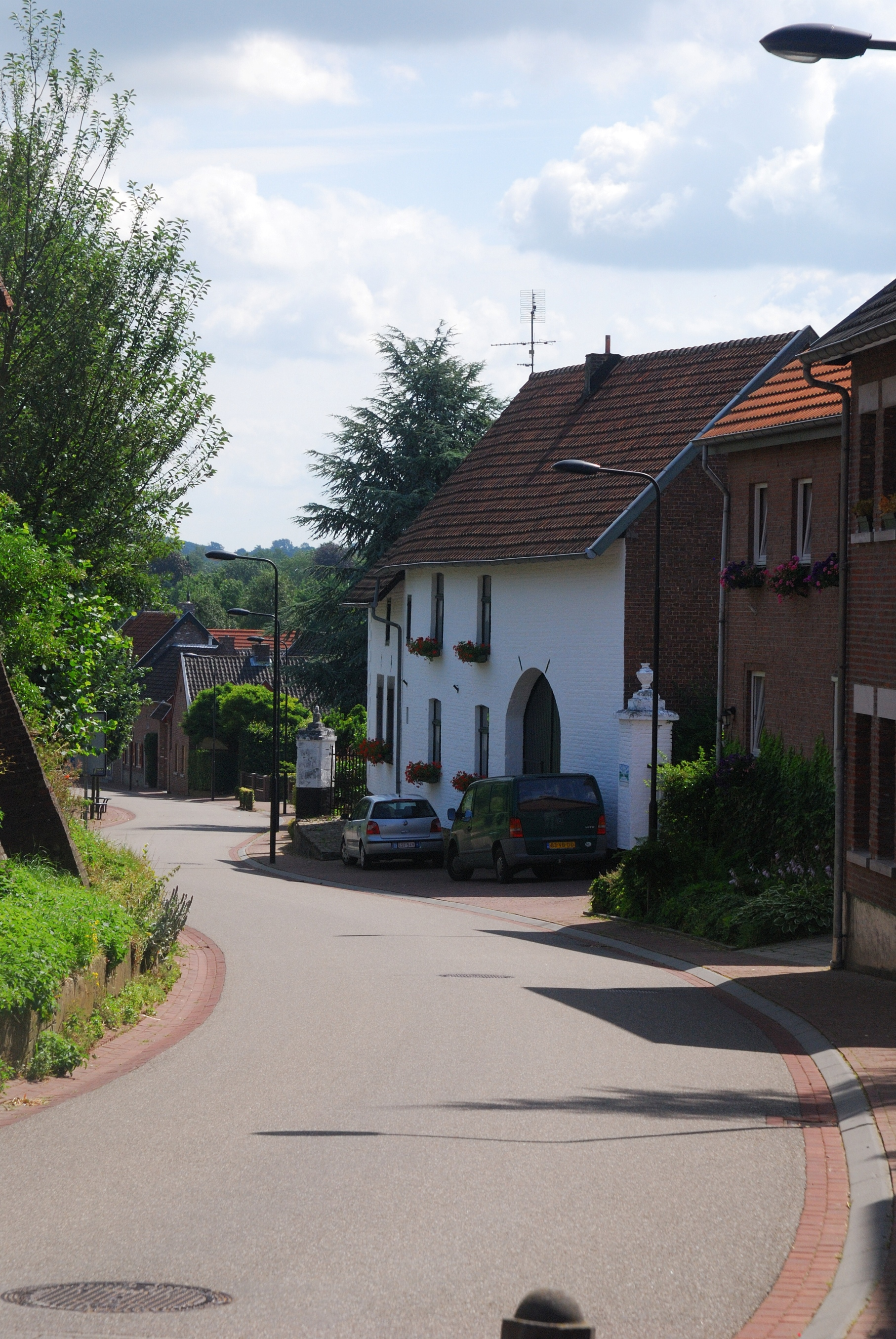
Eckelrade straat
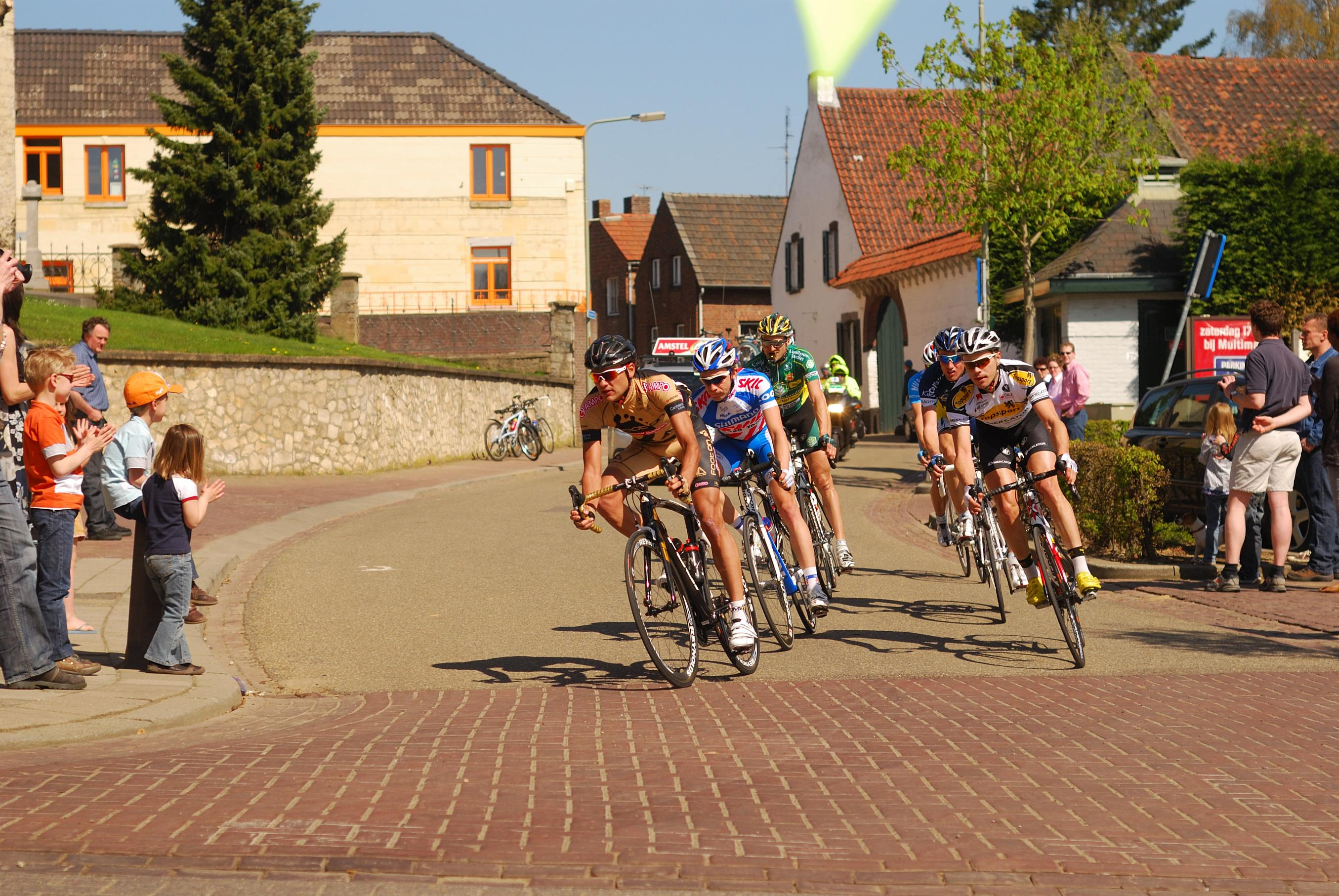
Amstel Gold Race, Eckelrade 2010
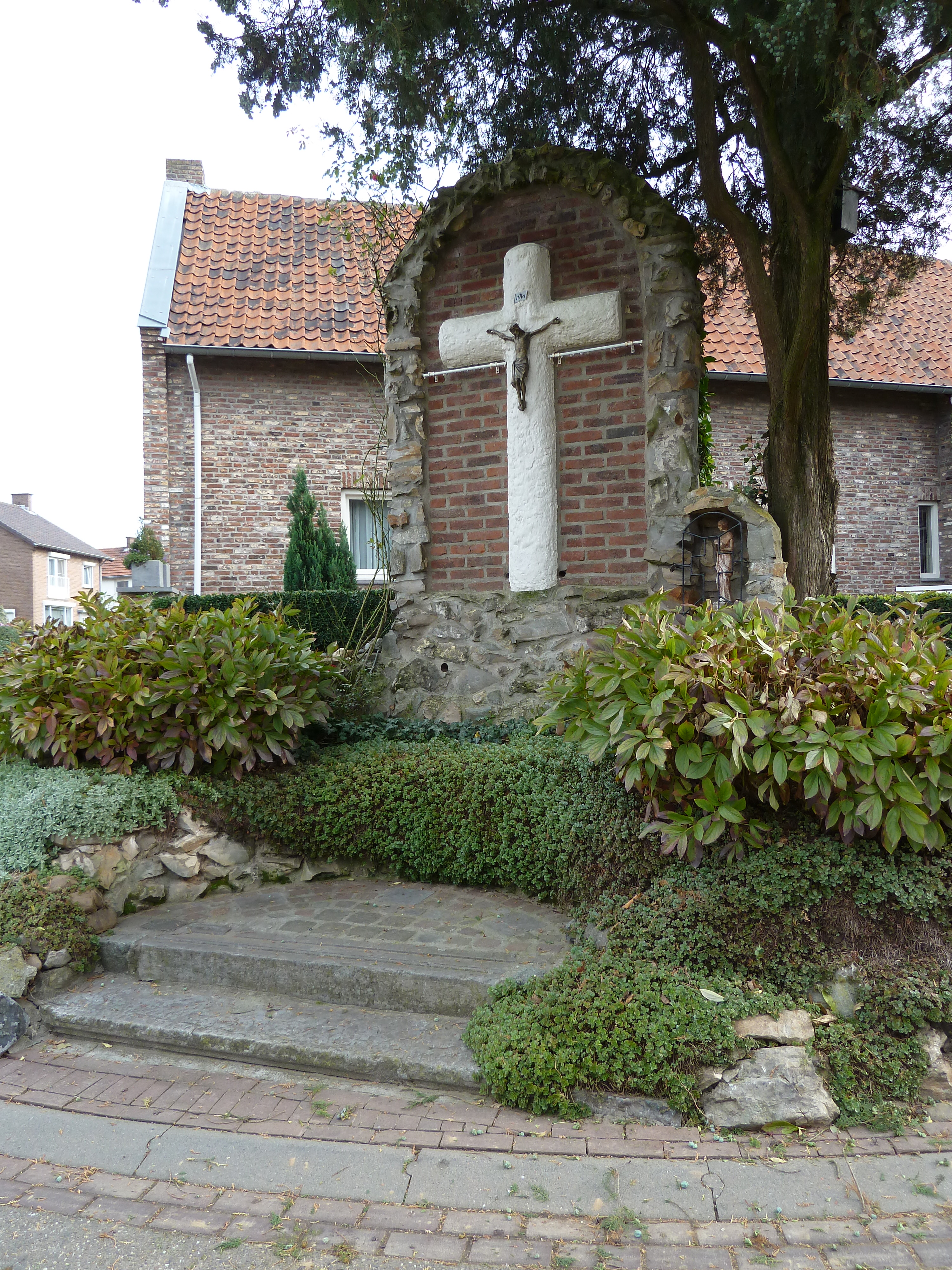
Wegkruis Schampeljoensteeg-Dorpsstraat
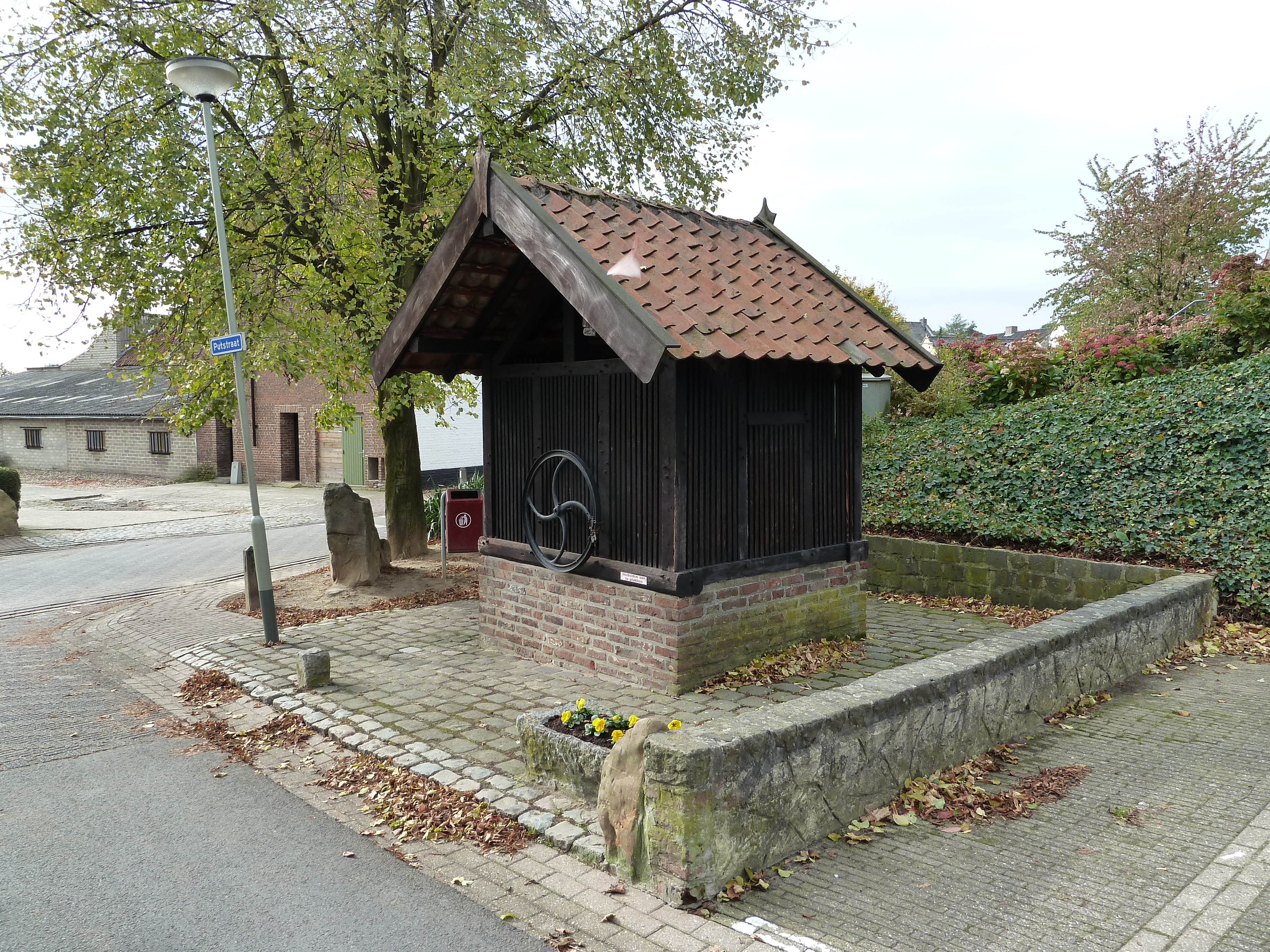
Zwingelput Putstraat
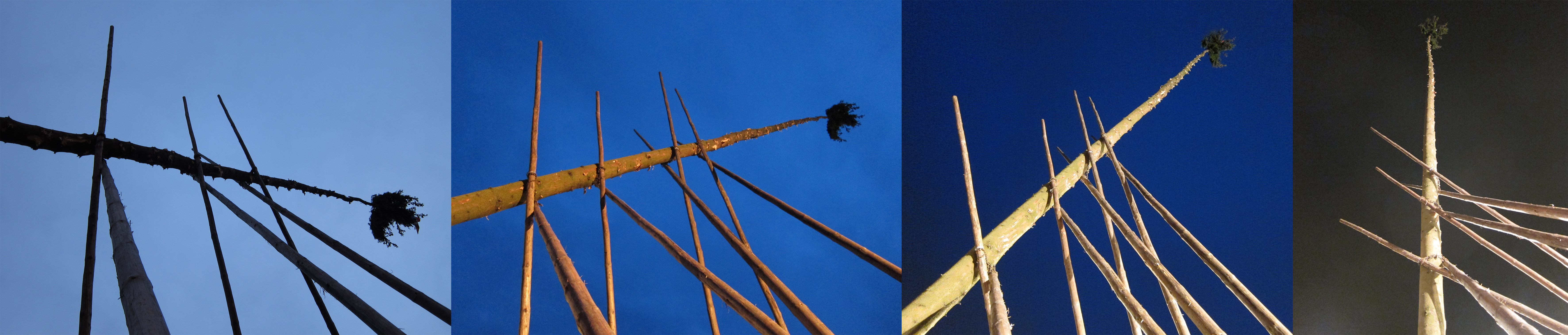
Meiboom Eckelrade 2012

## Nabijgelegen kernen
Cadier en Keer, Gronsveld, Margraten, Sint Geertruid
Ook in de nabijheid liggen de buurtschappen Honthem en Bruisterbosch.
Dorpen: Banholt · Bemelen · Cadier en Keer · Eckelrade · Eijsden · Gronsveld · Margraten · Mariadorp · Mesch · Mheer · Noorbeek · Oost-Maarland · Rijckholt · Scheulder · Sint Geertruid

Gehuchten & Buurtschappen: Berg · Bergenhuizen · Breust · Bruisterbosch · Gasthuis · Groot Welsden · Herkenrade · Honthem · Hoogcruts · Hoog-Caestert · Klein Welsden · Laag-Caestert · Libeek · Moerslag · 't Rooth · Schey · Schilberg · Sint Antoniusbank · Terhorst · Terlinden · Termaar · Ulvend · Vroelen · Wesch · Withuis · Wolfshuis

Limburg: Steden en dorpen      Nederland: Provincies · Gemeenten